# Pantimedias

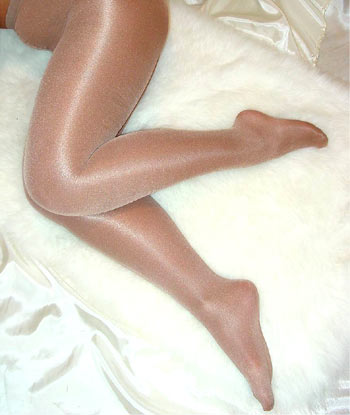
Mujer con pantimedias

 Las pantimedias, pantis, medias enteras, medias cancan o medibachas son medias que cubren por completo las piernas, desde la cintura.
Las pantimedias pueden ser con o sin demarcación, es decir, la parte que no cubre las piernas, tiene un ligero refuerzo que ofrece un color más intenso que el resto de la media. La demarcación puede ser completamente opaca, aunque lo normal es que sea levemente más opaca que el resto del panti. Algunas pantimedias tienen un refuerzo o puente de algodón que cubre la entrepierna.
Es muy común que las ligas de las medias se adornen con encaje, sin embargo las pantimedias no llevan esa ornamentación, excepto a veces en el elástico de la cintura o el refuerzo de la entrepierna. Es usada comúnmente por el sexo femenino pero en el 2007 fueron creadas también pantimedias para hombres con diferentes modelos.
La zona genital puede llevar un refuerzo en tela de algodón con una figura ahusada, que sirve para el bloqueo o retención de los fluidos corporales. Si no lleva, o aún llevando esta protección, la mujer podrá llevar protectores adicionales externos, como compresas o un salvaslip.
La cantidad de deniers determina el grado de transparencia y finura de la media, siendo más transparentes y finas cuando menor es el número de deniers.
Las pantimedias al cubrir las piernas y las nalgas, se pueden usar como modeladores de la figura, como una faja.
En la mayoría de los países de habla hispana el género de pantimedia es en masculino (el pantimedia, los pantimedias) aunque también es correcto usar el género femenino (la pantimedia, las pantimedias). En México y en la Argentina, el género de pantimedia es siempre femenino. En Colombia se conocen más como "medias veladas". Por su parte, en Venezuela no se hace distinción y se hace llamar medias panti tanto a la pieza entera como a las medias individuales (el nombre medias se refiere allí a los calcetines).

## Fabricación y composición
Mediante el control de la velocidad y la tensión durante el proceso de tejido, y alterando la concentración de las fibras, se pueden lograr muchos acabados diferentes, pudiéndose variar la elasticidad o suavidad, con diferentes aspectos y funciones. En general cuanto mayor sea el porcentaje de fibra lycra, respecto al nailon el producto es más fuerte y más elástico. Además de prevenir la formación de pliegues y bolsas, también son menos frecuentes las roturas y carreras, por lo que normalmente las medias nailon  de buena calidad contienen un porcentaje apreciable de lycra, por lo común entre el 8% y el 25%.

## Historia
Existen registros del uso de unas primitivas medias o calzas ya en Mesopotamia, hace unos 2200 años. En ese momento, sin embargo, su uso estaba restringido a los soldados, que la utilizaban para protegerse del frío en invierno. El material del que se hicieron también era muy diferente del actual. Hecho de lana o algodón, tenía una costura en la parte posterior, que también facilitó el montaje de los soldados.
Durante el medievo, las medias, entonces llamadas calzas o medias calzas, eran usadas extensamente por la nobleza, especialmente los hombres, que competían entre sí por la riqueza de los materiales utilizados y debido a ello, en aquel entonces eran ricamente bordados, con motivos que hoy denominamos como de fantasía. 

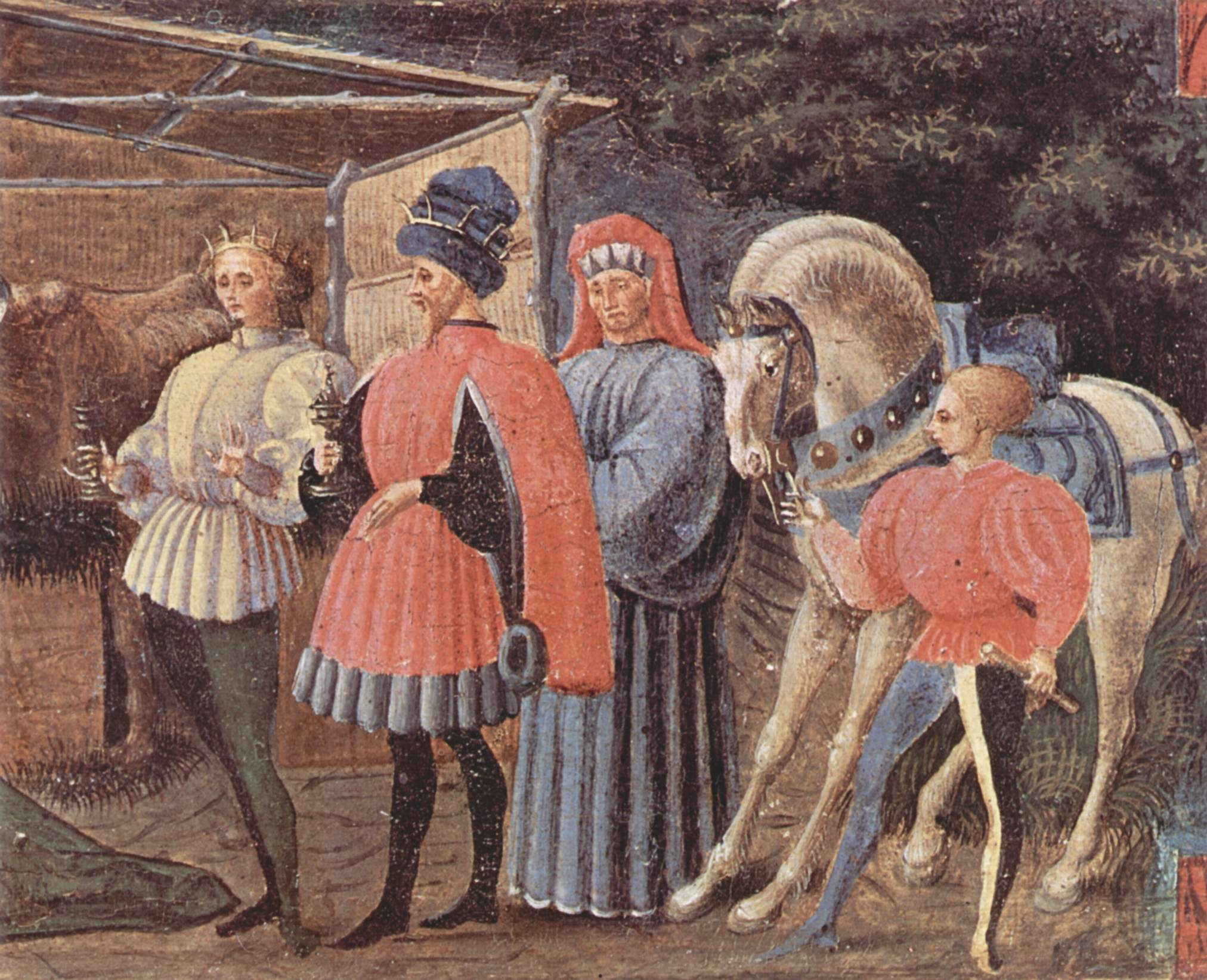
Cuadro de Paolo Uccello del que muestra el uso de calzas de colores y bicolores por los hombres.

En el siglo XV, las medias eran de gran importancia en los reinos que iban a formar España, cuya influencia dictó las pautas en Europa entre 1550 y 1650. El vestuario masculino de cualquier noble, incorporaba unas calzas que debían cubrir casi toda la pierna porque la vestimenta española de entonces, empleaba una suerte de calzones cortos que solo llegaban hasta los muslos. La fama de los grandes tejedores españoles pronto cruzó las fronteras. Los nobles tenían un promedio de ocho pares al menos, -señal de riqueza y poderío- y los reyes españoles fueron dotados con medias de seda ricamente bordadas. 
A finales del siglo XVIII, las mejoras técnicas permitieron elaborar unos tejidos más finos, y desde entonces las calzas se asumieron progresivamente como un accesorio típicamente femenino, cayendo en desuso entre los hombres. La forma más extendida entre las mujeres fue de 7/8, que se ceñía al muslo con cintas de seda u otros materiales con encajes.
Como curiosidad señalar que durante el reinado de Catalina de Rusia, los hombres usaban las medias como elemento de seducción, porque la malla pegada al cuerpo resaltaba sus dotes físicas.
La primera máquina para hacer medias fue inventada por un inglés llamado William Lee, quien no se hizo rico ni famoso por ello. En Francia también se inició el tejido mecánico de calcetines, y París durante el siglo XIX destácó en el mundo de la moda y el lujo por el uso de medias de seda y también por las famosas bailarinas de can-can, que llevaban medias de red negras, que entonces se consideraban un escándalo.

### Siglo XX
Hasta principios del siglo XX, las medias que usaban las mujeres eran bastante gruesas y tendían a usarse colores oscuros, hecho que aún hoy día se puede apreciar en grupos que usan una vestimenta antigua como las mujeres Amish, o las calvinistas en los Países Bajos. 
Desde el momento en que las faldas comenzaron a acortarse tras la I Guerra Mundial, hubo una revolución en el comportamiento social. Las mujeres empiezan a mostrar los tobillos y parte de las pantorrillas, y querían que sus medias destacaran incluso bajo faldas largas, comenzando una nueva forma de seducción basada en el juego de la insinuación. No obstante ello, hasta bien entrado el siglo XX, en muchos países, especialmente los del orbe cristiano, las mujeres que acudían a los servicios religiosos debían preceptivamente cubrirse las piernas con medias por decencia y modestia.
Después de las grandes guerras, con la mejora de las tecnologías utilizadas en la fabricación, y en especial la aparición del nylon, el producto se había vuelto mucho más asequible y popular, ya que hasta entonces era muy caro, al punto que las medias no se desechaban si se rompían, sino que se mandaban a una costurera para que reparase los puntos.

### El nailon
Hasta la década de 1930, la fabricación de un par de medias era un lento y costoso proceso en un telar "plano", inventado por el inglés William Lee, y que llevaba detrás una costura de punto cosida a mano o a máquina. La seda natural que era mucho más costosa es reemplazada gradualmente por la seda artificial, el rayón (a base de viscosa ), material grueso, cálido, con arrugas y opaco de fibras de celulosa de los árboles.

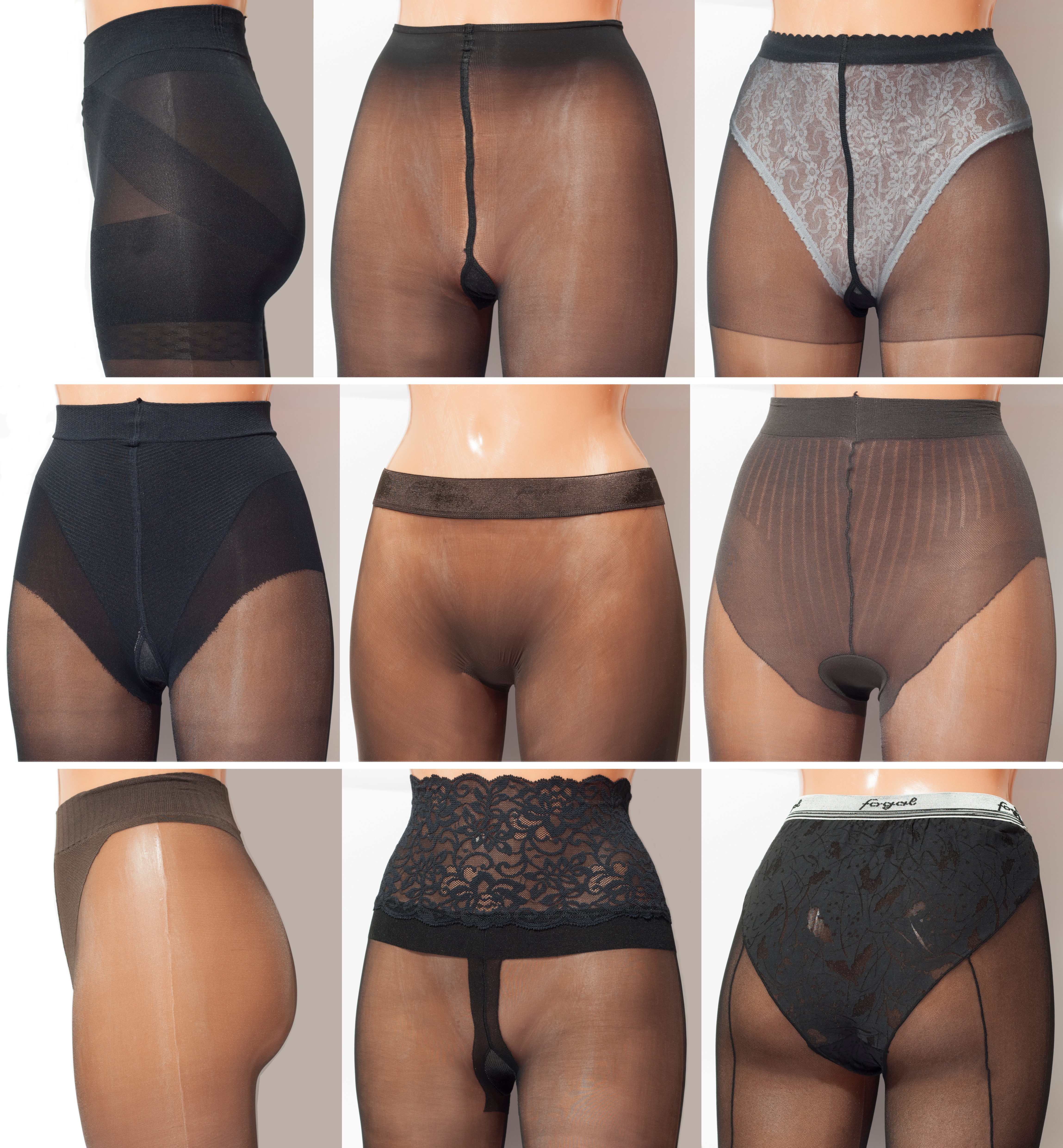

DuPont inventó el nailon en 1935. Las primeras medias de este material llamado "seda sintética" se vendieron el 15 de mayo de 1940 en Nueva York, con el argumento de que no se rompían. Se vendieron 4 millones de pares en pocos días. Estas nuevas medias son más transparentes: mayor finura, ligereza, resistencia, y reemplazan gradualmente a las de rayón. El color predominante será el beige hasta cerca de 1980.
Durante la guerra mundial y la escasez resultante, el nailon se utilizó para hacer paracaídas y neumáticos, y las medias de este material dejaron de confeccionarse. Entonces las mujeres se tiñeron las piernas y se pintaron la costura para simular que llevaban medias de este material. La seda con la que se hacían tradicionalmente las medias también escaseó por la guerra.
Al final de la contienda, los aliados llegan a Francia, y con ellos también llegan la goma de mascar, cigarrillos americanos, el jazz, las pin-up etc. y las famosas medias de nailon que sirvieron como una moneda de intercambio en el territorio liberado de la ocupación alemana. 
En la década de 1950 se inventaron las medias sin costura, gracias al avance técnico que supusieron los telares circulares. Las medias con costura irán desapareciendo gradualmente. Y luego del nailon, en la producción se utilizó gradualmente espuma de poliamida y, finalmente, se añadió el Spandex (Lycra inventada por DuPont) en la década de 1970. Las medias, ya sin costura, fabricadas en grandes cantidades y de mayor calidad, vieron bajar mucho su precio, haciéndolas accesibles a todas las capas sociales.

## Tipos de pantimedias
En algunos países está cayendo en desuso,[cita requerida] sin embargo algunas compañías (sobre todo europeas), siguen haciendo diversos tipos de pantimedias de las cuales se señalan a continuación:

### Por su transparencia
- Pantimedia transparente es cuando tiene 20 o menos deniers.
- Pantimedia semiopaca cuando tiene 30 a 40 deniers.
- Pantimedia opaca es aquella en la cual tiene 50 o más deniers.

### Por modelo
- Pantimedia desnuda.Es un el modelo en el cual el tejido de la parte superior del calzón y el de las piernas es el mismo (en inglés se conoce como pantyhose sheer to waist).
- Pantimedia reforzada. En la parte superior tiene un tejido más resistente, en la cual se una la media con un calzón o pantaleta generalmente con un tejido más opaco (Pantimedia con demarcación).
- Pantimedias transparentes Es cuando tiene menos de 40 deniers.
- Pantimedia con punta desnuda se refiere a que no tiene punta reforzada, siendo frecuentemente usada en tiempos calurosos con zapatillas o sandalias.
- Pantimedias sin puente de algodón (o sin escudete) cuando únicamente tiene una costura de entrepierna pero no tiene puente o rombo de algodón.
- Pantimedia con puntera reforzada es cuando la punta de la pantimedia es más opaca y contiene más deniers en la parte de los dedos siendo más resistente ya que frecuentemente se rompen y se "corren" por los dedos.
- Pantimedias sin costura es un modelo en el cual no usa ninguna costura en la entrepierna, no usa escudete o puente de algodón siendo uno de los modelos más caros y difíciles de conseguir (llamado en inglés pantyhose seamless o seamfree).
- Pantimedia con talón es un modelo poco común en el cual está reforzada con mayor número de deniers en el talón debido a que el roce de los zapatos y las zapatillas causan desgaste normal y llegan a romperse de ese lugar.
- Pantimedia control de silueta. Están diseñadas para moldear el abdomen y elevar los glúteos, y proporcionan un soporte medio a las piernas. Están confeccionadas con nylon y spandex en diferente denier.
- Pantimedias tipo Leggins este tipo de pantimedias no tiene pie únicamente cubren la cadera hasta los tobillos actualmente popularizándose su uso con ropa actual.
- Pantimedias de fantasía se refiere al acabado del tejido que puede llevar diversos tipos de formas y colores (rombos, corazones, líneas, figuras), colores poco comunes (metálicos, colores neón).
- Pantimedias  de descanso, estas son de denier alto para evitar las piernas cansadas, por lo general parten de 40 den en adelante.

### Por su acabado
- Opaca en la cual son colores que no reflejan de luz usando poca cantidad de licra.
- Semibrillante en la cual usa un porcentaje pequeño de licra.
- Brillante en la cual se usa un buen porcentaje de licra con nailon produciendo un toque final de brillo, la prenda más fácil de encontrar al respecto es la pantimedia vanizada.

### Por su grado de compresión
Este tipo de pantimedias tiene doble uso tanto médico como estético.
Comercialmente se encuentran en 3 tipos:
- Compresión baja 10 -15 mm/Hg
- Compresión mediana 15-20 mm/Hg
- Compresión alta 20-30 mm/Hg

## Pantimedias para hombre
Si bien tradicionalmente se ha considerado las pantimedias como prendas de vestir femeninas, es conocido que las pantimedias son usadas también por los hombres. Anteriormente los hombres usaban pantimedias de mujeres, pero en 1996 L´eggs, EE. UU. una empresa de pantimedias abrió una tienda junto con sus productos en internet. Pronto descubrieron que la mayoría de los visitantes que compraban sus productos eran hombres. Después de realizar una encuesta en 1998, otro fabricante pantimedias EE. UU. llegó a la conclusión de que muchos hombres usan pantimedias solo como una prenda ordinaria de vestir, y que podían vender un producto orientado al sexo masculino con una gama de productos que actualmente existe en el mercado.
En 1999 una empresa, G. Lieberman & Sons (Granville, Ohio, Estados Unidos) comenzó a fabricar y comercializar una marca comercial de pantimedias para hombre llamado Comfilon, que también es conocido actualmente como Activskin. Comfilon tuvo tanto éxito que inspiró a un fabricante alemán de pantimedias que creó una línea de productos unisex llamada WoMan en 2002. Desde entonces, cada año al menos un fabricante ha llegado al mercado con una línea de productos de sexo masculino, por ejemplo las marcas Collanto en Alemania y Gerbe en Francia.

### Como ropa normal
Los hombres que usan pantimedias como una pieza de ropa normal lo hacen para:
- Protección térmica del cuerpo durante el invierno.
- Estimular la circulación de las piernas especialmente si están sentados o parados todo el día. Además, la compresión puede ayudar a reducir la hinchazón y disminuir los riesgos de problemas circulatorios.[9]
- Mejorar el rendimiento deportivo, dinamizar y revitalizar los músculos cansados de las piernas y los muslos.[10]

Uno puede encontrar pantimedias transparentes u opacas para hombres, que van de 8 denier a más de 100 den. Por lo general, vienen en negro, marrón, azul marino y colores claros.

### Fetichismo
Como ocurre con muchos otros fetiches los hombres las empiezan a usar en la infancia o durante la adolescencia. A menudo, un fetichista de pantimedias prefiere esta prenda que las medias ya que tienen contacto directo con los genitales.
En términos simples el fetichismo de pantimedias más comúnmente se manifiesta en una o más de las siguientes maneras:
- El uso de pantimedias por el hombre, su pareja o ambos durante la actividad sexual.
- Un varón usa pantimedias mientras se encuentra solo produciéndole excitación.
- Interacción con las pantimedias de cualquier otra manera o forma durante la actividad sexual.
- Basta con observar, admirar y experimentar una mayor excitación e interés sobre las mujeres que están usando pantimedias.
- Visualización y colección de fotografías, vídeos y relatos de modelos profesionales y aficionados usando pantimedias.

Algunos hombres con fetichismo por las pantimedias son incorrectamente etiquetados ingenuamente como travestis por parte de sus parejas, familias, compañeros de trabajo y de la sociedad.
Un hombre al que le guste usar pantimedias puede estar muy ansioso y preocupado pensando que el usar pantimedias está asociado con la homosexualidad o travestismo, siendo que no es verdad por lo tanto se esforzarán por mantener el fetiche totalmente privado, generalmente desde la clandestinidad de sus esposas, familia y amigos.

### Travestismo fetichista
Se denomina así cuando el hombre se viste con ropa de mujer para obtener excitación sexual.
La diferencia entre fetichismo de pantimedias y travestismo fetichista radica en que el hombre que es fetichista usa solamente pantimedias para llegar a sentir placer y excitación, en cambio alguien que prefiere el travestismo fetichista requiere más prendas femeninas para sentir excitación y placer.

### En el buceo y las carreras de caballos
Algunos hombres buzos han sido conocidos por usar pantimedias o prendas como Bodystockings o prendas similares bajo sus trajes para obtener un poco más de aislamiento contra el agua fría. También les ayuda a ponerse el traje de neopreno. Las pantimedias también les ofrece cierta protección contra las picaduras de medusas. También algunos jinetes de carreras o "jockeys" también llevan pantimedias ya que les da la libertad de moverse y deslizarse libremente sobre sus piernas cuando están moviédose rápidamente durante una carrera. 
La producción de pantimedias para hombres ha ido incrementando a través de los últimos años, algunas razones por las cuales los fabricantes de pantimedias están enfocándose al mercado masculino son:
- El mercado de ventas de las pantimedias para mujeres en algunos países parece disminuir desde finales de los 90 mientras que el mercado es cada vez mayor en el sexo masculino.[11]
- Tiendas minoristas y por internet han informado de que la mayoría de sus ventas son de clientes de sexo masculino.
- Los hombres requieren un producto diferente al de las mujeres en razón de la diferencia anatómica y el estilo de vida.
- Es probable que los hombres les gusta las pantimedias de mayor calidad y por ello pagan más que lo que gastarían las mujeres.